# 2008 no Brasil
Esta é uma cronologia dos fatos acontecimentos de ano 2008 no Brasil.

## Incumbentes
- Presidente: Luiz Inácio Lula da Silva (2003 - 2011)
- Vice-Presidente: José Alencar Gomes da Silva (2003 - 2011)

## Eventos
- 8 de janeiro: São recuperadas as pinturas Retrato de Suzanne Bloch, de Pablo Picasso, e O Lavrador de Café, de Cândido Portinari, roubadas do Museu de Arte de São Paulo.[1]
- 16 de fevereiro: O filme brasileiro Tropa de Elite, de José Padilha, conquista o Urso de Ouro, prêmio de melhor filme do Festival de Berlim.[2]
- 29 de março: A menina Isabella Nardoni, de 5 anos, morre arremessada pela janela do sexto andar de um prédio em São Paulo.[3]
- 1 de abril: O megatraficante colombiano Juan Carlos Ramírez Abadía é condenado a 30 anos e cinco meses de prisão pela Justiça Federal do Brasil.[4]
- 20 de abril: Desaparece o padre Adelir Antônio de Carli, após decolar em uma cadeira presa a mil balões com gás hélio, em Paranaguá, Paraná.  Os restos mortais do sacerdote foram encontrados dois meses depois no Oceano Atlântico, a cerca de 100 km de Macaé, litoral do Rio de Janeiro, por um navio rebocador que prestava serviços a Petrobras.[5]
- 22 de abril: Um terremoto de magnitude 5,2 graus na escala de Richter, com epicentro no oceano, é sentido na cidade de São Paulo e em mais quatro estados brasileiros.[6]
- 4 de junho: O Rio de Janeiro é um dos finalistas na escolha da sede dos Jogos Olímpicos de Verão de 2016.[7]
- 12 de junho: Obras de Lasar Segall, Di Cavalcanti e Pablo Picasso são roubadas da Estação Pinacoteca, em São Paulo.[8]
- 19 de junho: Entra em vigor a lei de prender os motoristas embriagados ou drogados.
- 15 de agosto: Cesar Cielo leva a primeira medalha de ouro em natação em Jogos Olímpicos.
- 22 de agosto: Maurren Maggi ganha a primeira medalha de ouro individual feminina.
- 23 de agosto: A equipe de vôlei feminina leva o ouro nos Jogos Olímpicos de Beijing.

## Mortes
- 13 de janeiro: Yoshihide Shinzato, mestre de caratê nipo-brasileiro (n. 1927).
- 20 de janeiro: Luiz Carlos Tourinho, ator e humorista (n. 1964)
- 1 de fevereiro: Beto Carrero, artista, apresentador, músico sertanejo, locutor de rodeios, agente de talentos, publicitário e empresário (n. 1937).
- 31 de agosto: Mestre Salustiano, compositor, escritor, músico e artesão (n. 1945).
- 31 de dezembro: Fábio Sabag, ator, diretor e produtor (n. 1931).